# Synodontis greshoffi
Synodontis greshoffi là tên của một loài cá da trơn bơi lộn ngược và là loài đặc hữu của lưu vực sông Congo của Cameroon, Cộng hòa Dân chủ Congo và Cộng hòa Congo. Năm 1891, nhà ngư học người Bỉ Louise Schilthuis mô tả dựa trên mẫu vật mà M.A. Greshoff thu thập được ở vực Malebo, thượng nguồn sông Congo. Tên loài greshoffi được đặt dựa trên tên của người thu thập mẫu vật.

## Mô tả
Cơ thể của loài cá này thì có màu kem, hai bên và bên dưới mặt bụng thì có nhiều mảng màu nâu đến màu vàng. Vây thì có màu trong suốt và có những đốm có màu từ nâu đến nâu cam. Ngoài ra, vây còn có những sọc vàng và sọc nâu.
Tương tự như nhiều loài cùng chi, loài cá này có phần xương trên đầu rất cứng. Ngoài ra, tại đó còn mọc gai (vốn là xương) và có thể vươn rộng ra khi mở mang
. Tia vây đầu tiên của vây lưng và vây ngực thì cứng và có răng cưa
. Vây đuôi thì chia ra làm hai rất rõ ràng và thùy đuôi phía trên thì to hơn phía dưới. Hàm trên thì có răng hình nón, hàm dưới thì có răng hình chữ S (hình cái móc) và có thể di chuyển
. Chúng có 3 cặp râu, một cặp thì ở hàm trên, hai cặp còn lại thì ở hàm dưới và chúng phân nhánh.

## Môi trường sống
Trong tự nhiên, môi trường sinh sống của loài cá này là ở vùng nước nhiệt đới với nhiệt độ từ 23 đến 27 độ C (73 đến 81 độ F). Chúng có mặt ở lưu vực sông Congo, bao gồm cả sông Luapula và hồ Mweru. Ngoài ra, người ta còn báo cáo rằng chúng cũng xuất hiện ở sông Boumba và sông Doumé, phía nam Cameroon.